# 1100 Bel Air Place
| Críticas profissionais | Críticas profissionais |
| Avaliações da crítica  | Avaliações da crítica  |
| Fonte                  | Avaliação              |
| ---------------------- | ---------------------- |
| Allmusic               | [ 1 ]                  |

1100 Bel Air Place é um álbum de baladas interpretadas pelo cantor espanhol Julio Iglesias e lançado pela gravadora Columbia em 1984. Foi o primeiro álbum de Iglesias a ser gravado majoritariamente em inglês, e é geralmente considerado seu primeiro álbum direcionado aos mercados de língua inglesa.
O disco apresenta os singles sucessos do top 40 dos Estados Unidos de Julio, "To All the Girls I've Loved Before", com Willie Nelson, e "All of You" com Diana Ross. Os Beach Boys fizeram vocais de apoio em "The Air That I Breathe", uma música do álbum It Never Rains de Albert Hammond de 1972 no sul da Califórnia, que também foi um grande sucesso quando regrava pela banda britânica Albert Hammond's em 1974.
O título do disco 1100 Bel Air Place — é o endereço da antiga casa de Iglesias em Los Angeles, Califórnia, que foi propriedade do produtor musical Quincy Jones até setembro de 2005.

## Faixas
| N.º            | Título                                                     | Compositor(es) | Duração |  |
| 1.             | "All of You" (com Diana Ross)                              | Cynthia Weil · Julio Iglesias · Tony Renis                                                                                                   | 3:57    |  |
| 2.             | "Two Lovers"                                               | Paul Jabara · Jay Asher | 4:23    |  |
| 3.             | "Bambou Medley: Il Tape sur des Bambous Jamaica"           | "Il Tape sur des Bambous": Didier Barbelivien · Phillipe Lavil & Michael Heron "Jamaica": Julio Iglesias · Michel Colombier & Albert Hammond | 3:48    |  |
| 4.             | "The Air That I Breathe" (com The Beach Boys)              | Hammond · Michael Hazelwood | 4:16    |  |
| 5.             | "The Last Time"                                            | Iglesias · Panzer · Manuel De La Calva · Ramon Arcusa                                                                                        | 3:36    |  |
| 6.             | "Moonlight Lady"                                           | Hammond · Carole Bayer Sager | 4:10    |  |
| 7.             | "When I Fall in Love"                                      | Edward Heyman · Victor Young | 3:27    |  |
| 8.             | "Me Va, Me Va"                                             | Ricardo Ceratto; Letras em inglês por Albert Hammond                                                                                         | 6:03    |  |
| 9.             | "If (E Poi)"                                               | David Gates; Letras em italiano por By Testa                                                                                                 | 3:09    |  |
| 10.            | "To All the Girls I've Loved Before" (com Willie Nelson)   | Hammond · Hal David | 3:30    |  |
| 11.            | "I Don't Want to Wake You" (faixa bônus da edição de 2006) | |         |  |
| Duração total: | Duração total:                                             | Duração total: | 40:00   |  |

## Vendas e certificações
| Região                                                                                             | Certificação | Vendas     |
| -------------------------------------------------------------------------------------------------- | ------------ | ---------- |
| Canadá (Music Canada)                                                                              | 5× Platina   | 500,000^   |
| Espanha (PROMUSICAE)                                                                               | 2× Platina   | 200,000^   |
| Estados Unidos (RIAA)                                                                              | 4× Platina   | 4,000,000^ |
| França (SNEP)                                                                                      | Ouro         | 100,000*   |
| Nova Zelândia (RMNZ)                                                                               | Platina      | 15,000^    |
| Reino Unido (BPI)                                                                                  | Prata        | 80,000^    |
| *números de vendas baseados somente na certificação ^distribuições baseadas apenas na certificação |              |            |